# Mazanovói járás
A Mazanovói járás (oroszul Маза́новский райо́н) Oroszország egyik járása az Amuri területen. Székhelye Novokijevszkij Uval.

## Népesség
- 1989-ben 20 393 lakosa volt.
- 2002-ben 16 028 lakosa volt.
- 2010-ben 14 803 lakosa volt.